# ارسلان فتحی‌پور
ارسلان فتحی پور سیاستمدار اصولگرای ایرانی است که نماینده شهرستان کلیبر، خدآفرین هوراند (استان آذربایجان شرقی) در مجلس‌های هفتم، هشتم و نهم و رئیس کمیسیون اقتصادی در مجلس هشتم و نهم می‌باشد.
و در مدیریت بخش عمومی و خصوصی میباشد او به‌ مدت۱۵ سال در نیروی‌های مسلح اسلامی ایران و نزدیک به ۵ سال به عنوان مدیرعامل و عضو هیأت‌مدیره هلدینگ‌ها و شرکت‌های مختلف فعالیت کرده میباشد 